# Glenfiddich
Glenfiddich est une distillerie de whisky située à Dufftown, dans le Speyside, en Écosse. En anglais, le nom Glenfiddich se prononce avec un ch dur comme le mot écossais loch. Mais en gaélique écossais en revanche, langue où ce nom signifie « la vallée des cerfs », il se prononce comme le h de hue en anglais ou comme le ch de ich en allemand. En effet, les consonnes gaéliques ne se prononcent pas de la même manière suivant qu'elles sont accompagnées d'une voyelle forte (a,o,u) ou d'une voyelle faible (e,i),.

## Histoire
En 1887, William Grant fonda la distillerie Glenfiddich à Dufftown dans la vallée de la rivière Fiddich. Il avait auparavant travaillé vingt ans à la distillerie de Mortlach en tant que directeur et comptable. Ses alambics venaient de l'ancienne distillerie de Cardhu que ses propriétaires reconstruisaient. Les premières bouteilles de whisky Glenfiddich furent produites durant la période de Noël 1887.
Dans les années 1960 et 1970, de nombreuses distilleries petites et indépendantes furent rachetées ou tombèrent en faillite. Pour survivre, W. Grant & Sons lancèrent une campagne pour promouvoir les bienfaits des whiskies single malt. Cette stratégie fonctionna et Glenfiddich est maintenant le single malt le plus vendu au monde. Il est vendu dans plus de 180 pays, et représente environ 20 % des ventes de single malt.
En 1957, la société commença à embouteiller son whisky dans une bouteille triangulaire. Plus tard, W. Grant & Sons furent les premiers à emballer leurs bouteilles dans des tubes et des paquets cadeaux.
En 1969, Glenfiddich fut la première distillerie à ouvrir une boutique pour les visiteurs.
W. Grant & Sons furent également les premiers à reconnaître l'importance des magasins détaxés pour les spiritueux et à profiter de ces occasions.

## Caractéristiques
Contrairement aux autres distilleries dont l'embouteillage est fait dans les grandes villes d'Écosse telles que Glasgow, Glenfiddich se targue d'être le dernier single malt des Highlands à être mis en bouteille sur les lieux de la distillation. Ceci permet d'utiliser la même eau de source (la source Robbie Dhu en l'occurrence) du début à la fin du processus de fabrication du whisky. C'est-à-dire du brassage à l'embouteillage.
Par ailleurs, William Grant avait acheté les terres qui étaient autour de cette source, car cette dernière avaient des caractéristiques spéciales (sol tourbeux, et pureté de l'eau).

## Production
Tous les Glenfiddich distribués dans le monde sont issus d'embouteillages officiels. Environ 90 % de la production est vendue sous forme de single malt, les 10 % restants servant de base au blend Grant's.
- Glenfiddich 12 ans Special Reserve 43 %. C’est le single malt le plus vendu au monde. Lancé en 1963, il fut le premier single malt vendu en dehors de l’Écosse. À l’origine, cette version a été embouteillée après 8 ans de maturation. En 1999, Glenfiddich a pris 4 ans et est devenu un 12 ans d’âge. Cette version représente à elle seule 20 % des ventes mondiales de single malt.
- Glenfiddich 12 ans Caoran 40 %
- Glenfiddich 12 ans Toasted Oak 40 %
- Glenfiddich 15 ans Solera 40 %
- Glenfiddich 15 ans 51 %
- Glenfiddich 18 ans Ancient 40 %
- Glenfiddich 21 ans Gran Reserva
- Glenfiddich 30 ans 40 %
- Glenfiddich 1973 49 %
- Glenfiddich 1974 Private vintage 47,3 %
- Glenfiddich Liqueur 40 %
- Glenfiddich 1991 Vintage Reserve 40 % (Don Ramsay Limited Edition)

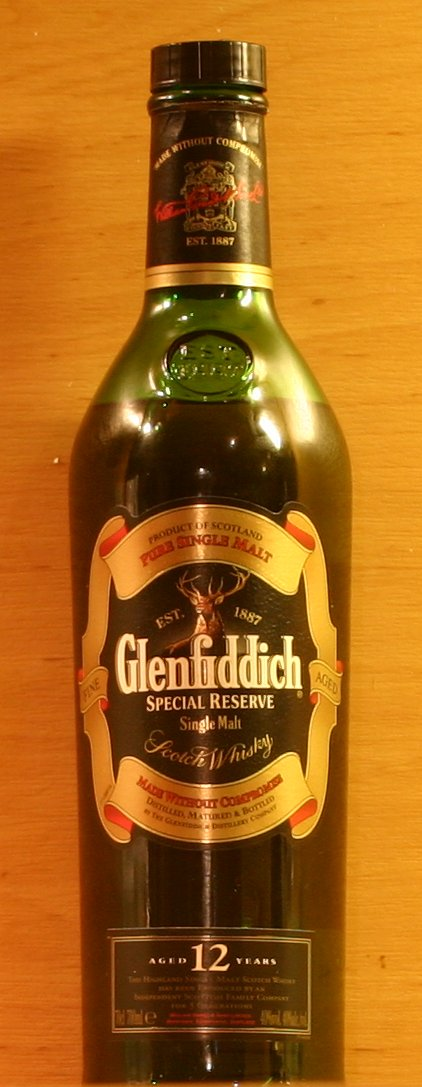
12 ans d'âge.